# 萩野貴史
萩野 貴史（はぎの たかし、1979年 - ）は、日本の法学者。専門は刑法。学位は、修士（法学）（早稲田大学・2006年）。名城大学教授。茨城県出身。

## 略歴
2002年 獨協大学法学部卒業。2006年 早稲田大学大学院法学研究科修士課程修了。
2010年 獨協大学法科大学院特任助教。
2012年 早稲田大学大学院法学研究科後期博士課程単位取得満期退学。
2013年 名古屋学院大学法学部助教。

### 参照
1. ↑  名城大学 2022.